# ビクトリア山 (ウェリントン)
ビクトリア山（英：Mount Victoria, Mt Vic）またはMatairangiは、ニュージーランド北島ウェリントン市街の東部にある標高196メートル（643フィート）の丘。真南約4キロメートルのところにそびえるアルバート山はビクトリア山の支脈であり、ウェリントン市街東部に南北に延びる尾根で結ばれている。ウェリントン市内の一地域であるマウント・ビクトリア（英：Mount Victoria）地区は、この丘の名前に由来する。

## 解説
マオリ語名はTangi Te Keoだが、Matairangiの呼称も使われる。前者の名称は、往時海から閉ざされた湖だったウェリントンの港から2頭のタニファが外海に出ようと試みたところ、そのうちの1頭が岸に打ち上げられて死に、その魂がTe Keoという名前の鳥に変化して今日のビクトリア山の頂上まで飛んでいって、そこで悲嘆の鳴き声を上げた（＝tangi）という伝承に由来する。後者の名称は、「空を探検する」という意味がある。
1931年、ビクトリア山の尾根を貫通するマウント・ビクトリア・トンネルが開通し、西側のウェリントン市街：マウント・ビクトリア地区と東側のハタイタイ地区とが道路で結ばれた。
1961年7月1日よりテレビ放送がウェリントンで始まったが、ビクトリア山の山頂にはその送信機が置かれた。1967年、送信機は、より効率の高いウェリントン北部のカウカウ山に移転した。